# Mewek
Mewek is een bestuurslaag in het regentschap Purbalingga van de provincie Midden-Java, Indonesië. Mewek telt 1930 inwoners (volkstelling 2010).